# مارينيو (لاعب كرة قدم مواليد 1943)
مارينيو هو مدرب كرة قدم ولاعب كرة قدم برتغالي في مركز الهجوم، ولد في 3 سبتمبر 1943 في لشبونة في البرتغال. شارك مع منتخب البرتغال لكرة القدم. أما مع النوادي، فقد لعب مع أتليتيكو كلوب دي برتغال وإشتوريل برايا وسبورتينغ لشبونة ونادي ماريتيمو.

## وصلات خارجية
- مارينيو (لاعب كرة قدم مواليد 1943) على موقع قاعدة بيانات كرة القدم.إي يو (الإنجليزية)
- مارينيو (لاعب كرة قدم مواليد 1943) على موقع ناشيونال فوتبول تيمز (الإنجليزية)
- مارينيو (لاعب كرة قدم مواليد 1943) على موقع عالم كرة القدم.نت (الإنجليزية)